# Масковичи (Браславский район)

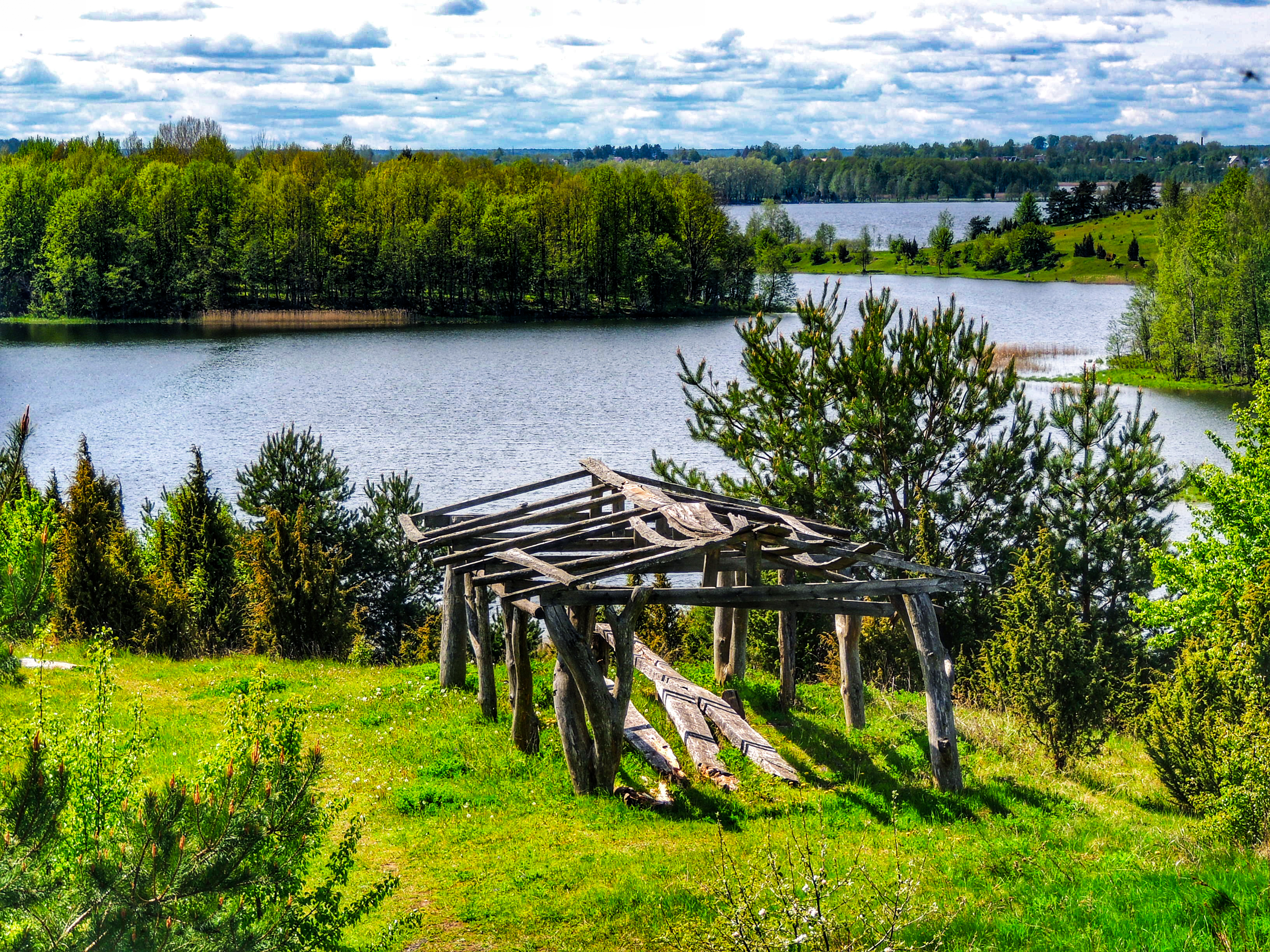
Вид с горы Масковичи (2021 год)

Ма́сковичи (бел. Слабодка) — деревня в Браславском районе Витебской области Белоруссии. Входит в состав Слободковского сельсовета.

## Археология
- В 0,3 км от деревни Масковичи на территории национального парка «Браславские озёра», на восточном берегу озера Дзябро (залив озера Неспиш) находится средневековое городище Масковичи[бел.][2][3][4][5]. Масковичи располагаются на холме площадью 1 га, на расстоянии 6 км от Браслава. Городище открыл в конце XIX века Ф. В. Покровский. Раскопки 1976 — 1988 годах производились Л. В. Дучиц[6]. На нескольких рёбрах были обнаружены нерасшифрованные символы, а также слов KNS↑, что вероятнее всего означает «князь», а рядом с надписью изображён человек с мечом и щитом[7][8][9]. На городище на фрагментах костей животных и птиц обнаружен комплекс из 48 младшерунических надписей. Комплекс содержит надписи магического характера (амулеты), личные имена и отдельные слова, скандинавские, латинские, руноподобные знаки[10][11], элементы рисуночного письма — лодку с направлением движения, изображение вооружённого воина[12]. На городище Масковичи найдены лунничные височные кольца арефинского типа[13]. На городище Масковичи в XI–XIII веках жили славянизированные потомки скандинавов. У поселенцев выявлен синкретический характер религиозности, совмещавший элементы скандинавского язычества и христианства латинского обряда. Возможно, общину возглавлял священник. Её формирование, вероятно, связано с деятельностью исландского миссионера Торвальда Кодранссона, проповедовавшего христианство на территории Полоцкого княжества в конце X века[14].